# Антоні-Маріян Ґабришевський
Антоні-Маріян Ґабришевський (13 червня 1864, Львів — 1917, Лугано, Швейцарія) — лікар.

## Біографія
Закінчив Яґеллонський університет у Кракові (1887), де відтоді й працював: 1891–94 — доцент кафедри хірургії; за сумісність 1891–97 — доцент кафедри анатомії Краківської школи мистецтв (для її слухачів опублікував «Atlas natomiczny» (Kraków, 1895) з власними ілюстраціями). Спеціалізувався з оториноларингології (Відень, 1891) та ортопедії (Німеччина, Швейцарія, Данія, Швеція, 1897). У 1897–1917 — доцент, керувальник курсу ортопедії при кафедрі хірургії Львівського університету. Організував і очолював у Львові приватну ортопедичну клініку (1898–1917). Розробляв техніку пошарової хірургічної анестезії за допомогою кокаїну; удосконалював методи ортопедичного лікування і реабілітації, зокрема із застосуванням йодобромних бальнеопроцедур.